# ムルタトゥリ (小惑星)
ムルタトゥリ (7172 Multatuli) は小惑星帯の小惑星。エリック・エルストがヨーロッパ南天天文台（ラ・シヤ）で発見した。
植民地に対する強制栽培制度に抗議する小説『マックス・ハーフェラール』を書いたオランダ領東インドの役人、ダウエス・デッケル (Eduard Douwes Dekker) のペンネーム、ムルタトゥリ（Multatuli：ラテン語でわれ苦しめりの意味）にちなんで命名された。